# 八九式十五糎加農砲
八九式十五糎加農（はちきゅうしきじゅうごせんちかのん）は、1920年代から30年代初期にかけて開発・採用された大日本帝国陸軍の加農（加農砲）。俗称は八九式十五糎加農砲（はちきゅうしきじゅうごせんちかのんほう）。
日中戦争・ノモンハン事件・第二次世界大戦における帝国陸軍の主力重加農として、主に軍司令部直轄（「軍砲兵」）の独立（軍隊符号:s）の称呼を冠する「独立重砲兵(Fes)」が運用した。

## 概要
本砲は陸軍技術本部の新たな兵器研究方針のもと、1920年（大正9年）7月に研究が始まった。1922年（大正11年）10月に設計が完了し、陸軍重砲兵学校などにおける各種試験を経て1929年（昭和4年、皇紀2589年）10月に八九式十五糎加農として制式制定された。ただし制定後に砲脚を閉脚式から開脚式に改めるなど大改修が行われており、これは1931年（昭和6年）10月に終了した（同年9月に勃発した満州事変には、急遽生産された改良途中の試作に近い本砲2門が投入されている）。改修を経て完成した第5号砲は機能良好と認められ、これに基づき製作・正式図も修正、1933年（昭和8年）4月に改正制定された。
- - （動画）八九式十五糎加農砲の試製砲の試射実験。1924年（大正13年）2月。

駐退復座機を備え、口径149.1mm・砲身長5,963mm（40口径）、三層々箍砲身で腔線は右方向に傾度7度で旋回、楔状腔綫が40条切られ、溝深さは1.5mmである。発射速度は毎分約1発で、砲弾には弾丸重量40.60kg・威力半径60mの九三式榴弾および、弾丸重量40.20kg・威力半径40mの九三式尖鋭弾を、装薬（薬嚢）には射距離によって一号装薬と二号装薬を使い分けた。最大射程は尖鋭弾と一号装薬を使用し18,100m。方向射界は広く左右40°であり、砲の架尾を移動することなく広範囲の射撃正面幅をもつ。
移動には本砲を砲身車（砲身を搭載）と砲架車（揺架や陣地設営材料等を搭載）に分け前車を付し、それぞれ九二式八屯牽引車（砲兵トラクター）により、常速度8km/h（急速度12km/h）で牽引された。射撃（砲撃）にはこの二車を結合して放列姿勢（射撃体勢）を整える必要があり、これには2時間程度の時間を要していたため、1940年（昭和15年）に単車牽引式に改めた試製装輪十五糎加農を開発、これは単車八九式十五糎加農として採用・整備された。単車八九式十五糎加農の牽引には九五式十三屯牽引車が使用された。

## 実戦

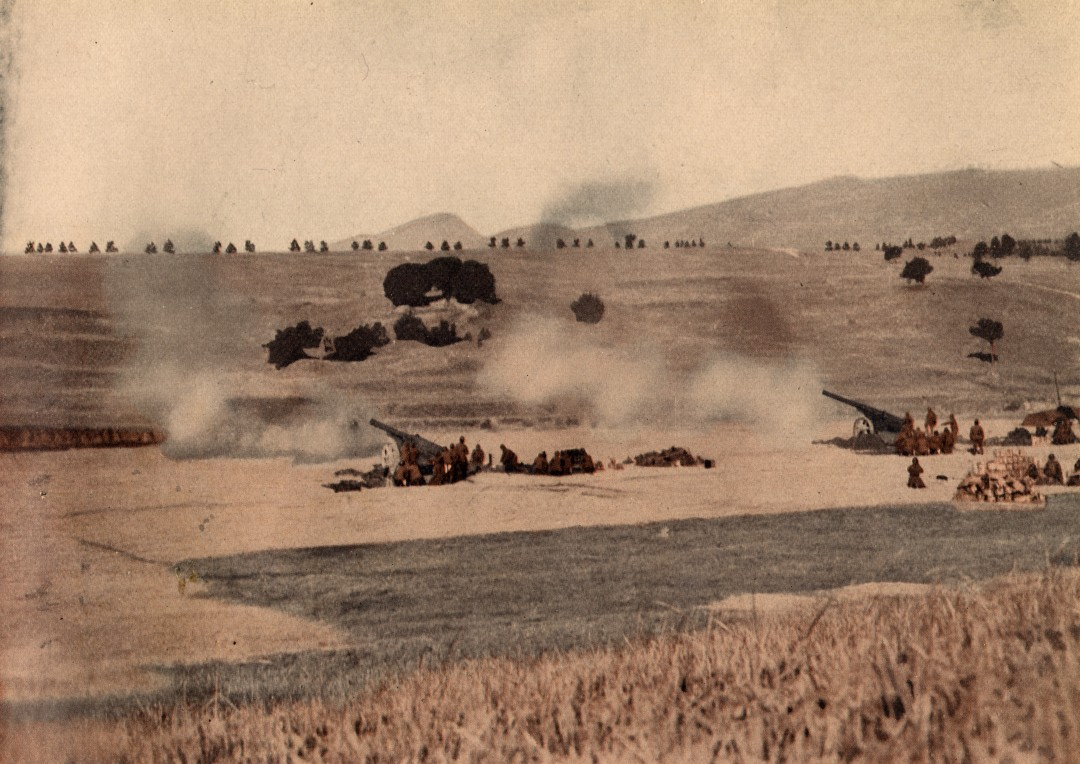
南京攻略戦において、国民革命軍部隊の篭る南京城に対し砲撃中の八九式十五糎加農

初の実戦投入は試製砲が従軍した上述の満洲事変であり、改正制定後は大阪砲兵工廠で量産に移行、引き続き日中戦争に投入された。1939年（昭和14年）のノモンハン事件には穆稜重砲兵連隊の本砲8門を含む80門強の数の重砲・軽砲が投入され、ソ連労農赤軍砲兵陣地に対し7月23日から翌24日至るまで計28,000発の砲撃を行ったものの、ノモンハンの地形上の制約（ソ連軍砲兵陣地が砲列を布くハルハ河西岸は日本軍砲列より標高が高い）などから間接射撃において弾着観測を十分に行うことができず、また赤軍の長射程砲と圧倒的な弾薬量の前に苦戦した。
しかしながら本砲が本格的に動員された太平洋戦争緒戦における一連の南方作戦では、軍直轄砲兵たる第1砲兵隊（第1砲兵司令部）隷下の独立重砲兵第2大隊および第3大隊の16門が香港の戦い、独立重砲兵第2大隊の8門がシンガポールの戦いにてイギリス軍と、独立重砲兵第9大隊の8門がフィリピンの戦いにおける第二次バターン半島攻略戦・コレヒドール島砲撃戦ではアメリカ極東陸軍と戦火を交え、その長射程大火力を発揮し活躍している。なかでもシンガポール戦においてイギリス陸軍の極東軍司令官（現地最高指揮官）、アーサー・パーシバル陸軍中将が降伏を決意したのは、官邸付近に落下した本砲の弾丸の威力に脅えた夫人に（降伏を）強要されたためであった。
緒戦以降も連合軍に対する日本軍の貴重な大火力として各方面に投入されたが、次第に戦況の悪化により、攻城戦向きで機動性が低い重加農の運用自体は難しくなっていった。しかし、1945年（昭和20年）の沖縄戦において本砲8門を擁する第32軍（司令官・牛島満中将）第5砲兵司令部隷下の独立重砲兵第100大隊（大隊長・河村秀人中佐）は、洞窟を利用し陣地を構築したうえでそこに砲を隠匿、加農の弾道の低伸性や長射程を生かした神出鬼没の不規則砲撃を行い、また首里からアメリカ軍制圧下の嘉手納飛行場に対しても砲撃を行うなど玉砕に至るまで2ヶ月に渡り活躍した。なお、同戦いでは同じく第32軍砲兵である、野戦重砲兵第1連隊と第23連隊が運用する九六式十五糎榴弾砲も活躍しており、特に6月19日には第1連隊第2大隊の砲撃により、沖縄方面アメリカ陸軍最高指揮官（司令官）であるサイモン・B・バックナー・ジュニア中将を戦死させる大戦果を残している。

## 現存砲

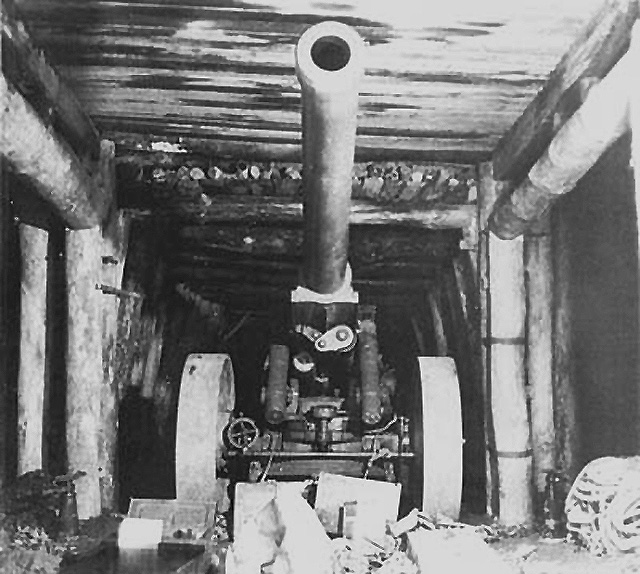
沖縄戦において、洞窟陣地に隠匿し使用された独立重砲兵第100大隊の八九式十五糎加農。現在は靖国神社遊就館に展示されている

八九式十五糎加農の現存砲として、上述の独立重砲兵第100大隊で運用され沖縄戦に投入されていた第137号砲（1942年・大阪陸軍造兵廠製）が、野戦重砲兵第1連隊の九六式十五糎榴弾砲とともに、レストアを経て極めて良好な状態で靖国神社の遊就館1階玄関ホールで展示されている。本展示砲は洞窟陣地に埋もれていた状態で沖縄戦後に海兵隊に発見され、アメリカ合衆国による沖縄統治時は同軍の博物館にて展示され、沖縄本土復帰後は陸上自衛隊那覇駐屯地に移管、1993年（平成5年）に靖国神社に奉納されたものである。
また、沖縄県の大里農村環境改善センターにも同第100大隊の本砲が原型をとどめている比較的良好な状態で、付属の砲架車・ジャッキおよび九四式三十七粍砲の残骸とともに敷地内に展示されている。本展示砲は2003年（平成15年）に同地にて地中より発掘されたものである。平成28年（2017年）3月、南城市玉城糸数の糸数アブチラガマ近くの南部観光総合案内センター前広場に移設。
なお、このほかラバウルなど外地にも現存している。

## 構造
閉鎖機は段型段隔螺式であり、これはねじ状に溝を切った尾栓を砲尾と合わせ、ねじ込むように閉鎖する形式のものである。閉鎖機は、砲尾の閉鎖機室と9分の1円周の旋回により螺合（かみあって閉鎖）される。動作は、閉鎖機にとりつけられた槓桿（レバー）乙を右後方へ開くと連結臂と連動して歯板を動かし、歯板が螺体を回転させて砲身との結合を解除する。さらに槓桿乙を開くことで鎖扉が同様に右後方に開く。開ききると螺体は駐子（ストッパー）によって静止される。本砲はレバーの一挙動で閉鎖機を開閉可能だった。この閉鎖機に撃発装置と安全装置がついている。撃発は撃針式である。
駐退機は揺架内部の左側にあり水圧式である。駐退用液にはグリセリンと蒸留水、苛性ソーダの混合物16.5lを使用する。射撃時、砲身と連結されたロッドが駐退器内部の液体に反動の圧力を加え、漏孔と呼ばれる小さな孔から液を出すことによって反動を長時間受け止める。復座機は揺架内部の右側にあり水気圧式である。圧縮気体によって砲身を押し戻し復座する。気圧は110kg/cm2。また圧縮気体に発砲時の反作用の力を伝達するため9.5lの液を用いた。この液が圧縮気体をさらに押し縮め、復座の力に変換する。駐退復座機は砲身と連結されており、砲の反動を受けとめまた復座させた。
駐退復座機と連接して漏孔変換機を備える。漏孔変換機は揺架と砲架に連動されており、仰角20°以上から40°まで角度に応じて自動的に駐退復座機内部の漏孔面積を増減させた。これは駐退機に対しては漏孔面積を減らして後座長を減らし、復座機に対しては漏孔面積を増やして復座運動を強化した。20°から5°までの後座長は1.35mから1.5m、40度では後座長は0.8mから0.95mに短縮された。後退復座は約2秒かかった。
左右各20°に方向照準可能である。操砲ハンドルは砲架左側に位置した。高低は+43から-5度に俯仰可能であり、高低照準用ハンドルは砲架右側に位置した。この砲架の射角に連動して距離板が作動し射程を表示した。
ほか、空気式の平衡機を2筒備えた。空気容積左右5.2lで、55kg/cm2の圧力がかかっている。これによって砲の重心の釣り合いをとった。砲が水平のときには圧縮されて高い反発力で押し上げ、砲が上向いて重心が後方へ行くにしたがい、シリンダーが伸びて空気反発力も低下する。